# 키체어
키체어(Kʼicheʼ 또는 Quiché) 또는 키체 마야어는 과테말라 중앙 고원 지대의 키체인이 사용하는 마야어족 언어이다. 적어도 과테말라 인구의 7%에 달하는 백만 명 이상이 사용하며, 스페인어에 이어 과테말라에서 두 번째로 널리 쓰이는 언어이다.
매체와 교육에서는 주로 중부 방언이 쓰인다. 문해율은 낮지만 학교에서 키체어를 가르치고 라디오에서 키체어로 방송하는 비율은 점차 높아지고 있다. 고전 키체어로 된 가장 유명한 작품은 키체족의 신화와 역사를 담은 《포폴 부흐》이다.

## 방언
Kaufman (1970)은 키체어를 다음의 다섯 방언으로 나누고 각각의 사용 지역을 나열하였다. (Par Sapón 2000:17에서 재인용)
동부
- 호야바흐군(Joyabaj)
- 사콸파군(Zacualpa)
- 쿠불코군(Cubulco)
- 라비날군(Rabinal)
- 산미겔치카흐군(San Miguel Chicaj)

서부
- 나왈라군(Nahualá)
- 산타클라라라라구나군(Santa Clara La Laguna)
- 산타루시아우타틀란군(Santa Lucía Utatlán)
- 알데아아르게타군(Aldea Argueta), 솔롤라주
- 칸텔군(Cantel)
- 수닐군(Zunil)
- 산호세치킬라하군(San José Chiquilajá), 케찰테낭고주
- 토토니카판군(Totonicapán)
- 모모스테낭고군(Momostenango)

중부
- 산타마리아치키물라군(Santa María Chiquimula)
- 산안토니오일로테낭고군(San Antonio Ilotenango)
- 산타크루스델키체군(Santa Cruz del Quiché)
- 치치카스테낭고군(Chichicastenango)

북부
- 쿠넨군(Cunén)

남부
- 사마약군(Samayac)
- 마사테낭고군(Mazatenango)

키체어의 나왈라 방언은 다른 방언과 다소 차이가 있다. 나왈라 방언은 마야조어의 다섯 장모음(aa, ee, ii, oo, uu)과 다섯 단모음(a, e, i, o, u)의 대립을 보존했다.

## 참고 문헌
- Edmonson, Munro S.. 1965. Quiche-English Dictionary. Middle American Research Institute, Tulane University, publ. no. 30.
- García-Hernández, Abraham; Yac Sam, Santiago and Pontius, David Henne. 1980. Diccionario Quiché-Español. Instituto Linguistico de Verano, Guatemala
- Grimes, Larry. 1972. The Phonological History of the Quichean Languages. Mayan Languages Collection of Larry Grimes. The Archive of the Indigenous Languages of Latin America: www.ailla.utexas.org. Media: text. Access: public. Resource: QUC001R004.
- Kaufman, Terrence. 1970. Proyecto de alfabetos y ortografías para escribir las lenguas mayances. Antigua: Editorial José de Pineda Ibarra.
- Mondloch, James L. 1978. Basic Quiche Grammar. Institute for Mesoamerican Studies, University at Albany, The State University of New York, publ. no. 2.
- Par Sapón, María Beatriz. 2000. Variación dialectal en kʼicheeʼ . Guatemala City: Cholsamaj.
- Par Sapón, María Beatriz and Can Pixabaj, Telma Angelina. 2000. Ujunamaxiik ri Kʼicheeʼ Chʼabʼal, Variación Dialectal en Kʼicheeʼ . Proyecto de Investigación Lingüística de Oxlajuuj Keej Mayaʼ Ajtzʼiibʼ. Guatemala City: (OKMA)/Editorial Cholsamaj. ISBN 99922-53-07-X.
- Sam Colop. 1999. Popol Wuj — Versión Poética Kʼicheʼ. PEMBI/GTZ/Cholsamaj. (In the Quiché Maya language).
- Tedlock, Dennis. 1996. Popol Vuh: The Definitive Edition of the Mayan Book of the Dawn of Life and the Glories of Gods and Kings. Touchstone Books. ISBN 0-684-81845-0.